# Margret Hofheinz-Döring
Margret Hofheinz-Döring (née le 20 mai 1910 à Mayence, morte le 18 juin 1994) est une peintre et graphiste allemande.

## Biographie
Les exhortations de son père et de son professeur de dessin Gustav Kolb, éditeur du journal Kunst und Jugend, l'orientent vers l'enseignement du dessin. Après six mois de formation à l'école professionnelle, où elle étudie la typographie et l'art abstrait auprès de Friedrich Hermann Ernst Schneidler, elle est admise en 1930 à l’Académie des Beaux-Arts de Stuttgart 1930, dont elle sort diplômée en 1934 et lauréate du concours de professeur d'arts plastiques.
Sa première exposition a eu lieu en 1931. À partir de 1934, elle exerce comme professeur de dessin dans divers lycées du Wurtemberg et se consacre à l'art du portrait. En 1939 elle épouse un collègue de collège, le professeur de langues anciennes Herbert Hofheinz. 
En tant que représentante de la « génération perdue », elle ne trouve plus de galerie pour exposer ses œuvres après 1935. En 1943, alors qu'elle est enceinte de sa fille, elle démissionne de l'enseignement et travaille à son compte, puis emménage à Baiersbronn. De cette époque datent les portraits avec sa fille Brigitte, des tableaux de paysage et des natures mortes florales. Elle a réalisé les illustrations des Contes de la Forêt-Noire de Georg Haag et écrit un livre pour enfants, Bärbel schaut in die Welt (inédit).
Son déménagement à Freudenstadt en 1953 marque le départ d'une nouvelle orientation artistique. De son séjour en France en 1954, elle écrivit plus tard : « Des vitraux médiévaux des cathédrales de France : le besoin intense de rendre des scènes de même genre sur panneau. Pour commencer : peinture sur verre. ». Ses expériences de voyage à travers la Grèce (1954) et à Rome (1963) la ramenaient pourtant vers l'art du dessin, qu'elle a continué de pratiquer longtemps ensuite.
À partir de 1965 son travail a été exposé au moins une fois par an. Elle a réalisé plus de 9 000 peintures, images et portraits, présentés dans plus de 100 expositions. Certaines de ses œuvres font partie des collections de la Staatsgalerie (Stuttgart), le musée national Schiller, et au Bade-Wurtemberg.

## Galerie

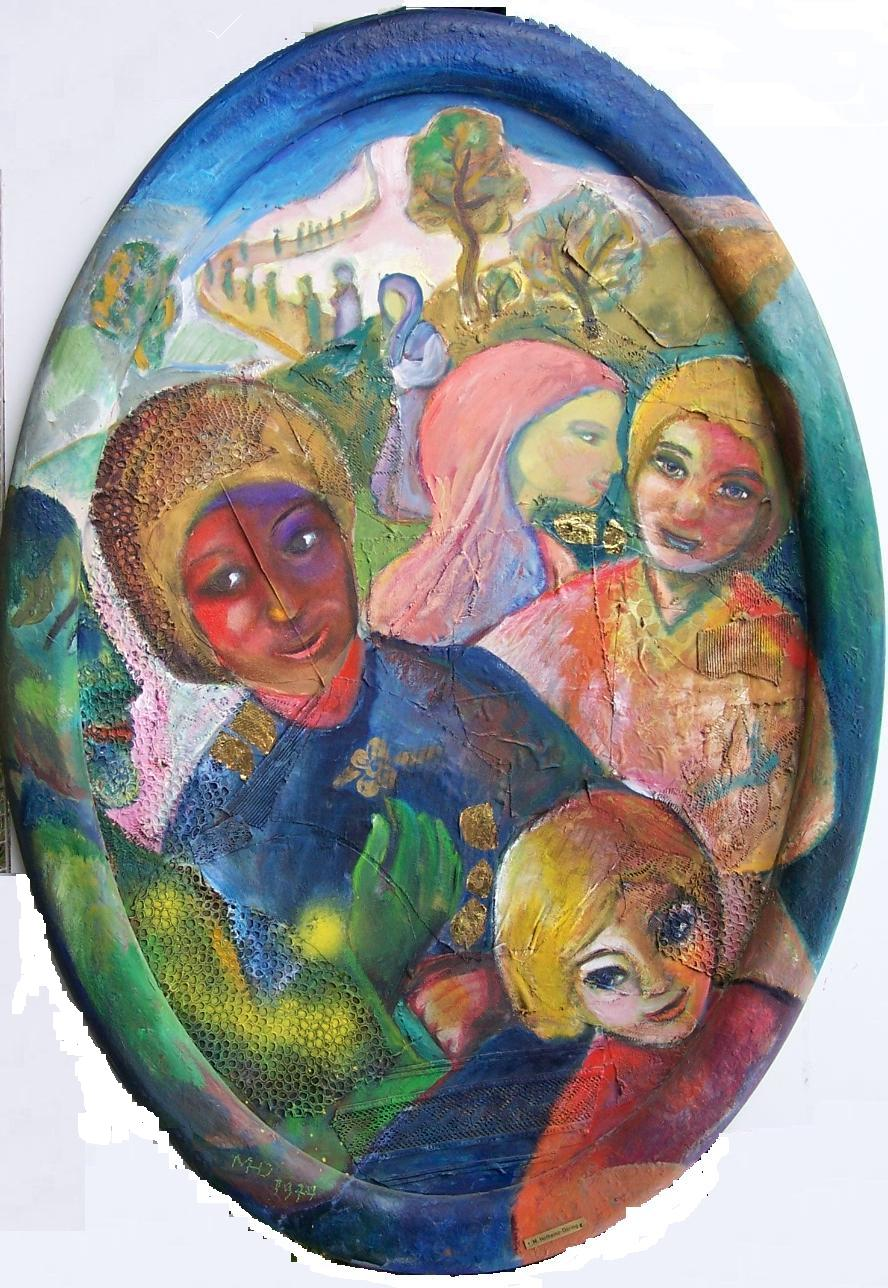
La route sans limite (1971)
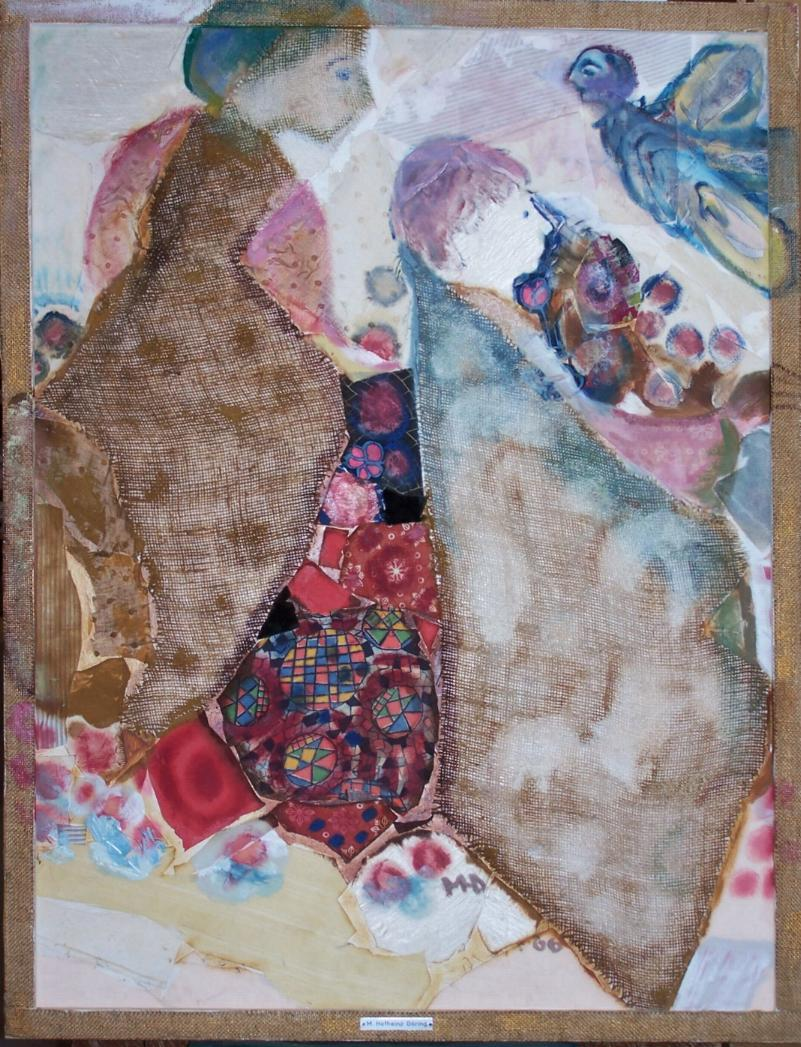
(1967)
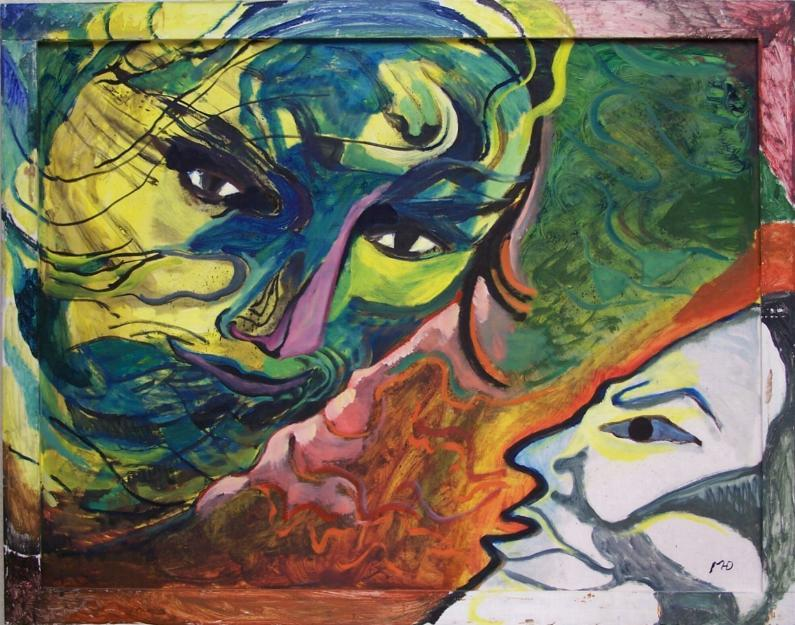
Faust parle avec le Erdgeist (1969)
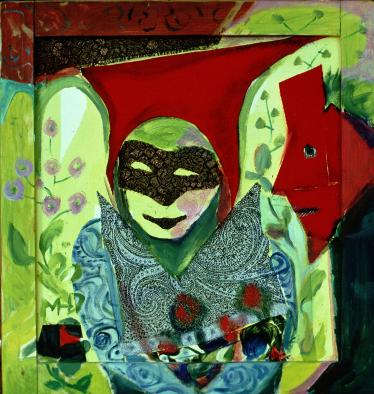
(1974)
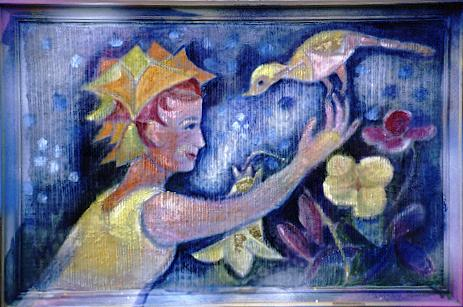
(1987)